# Edgard Verpoorten
Edgard Verpoorten (ca. 1947 - 29 juni 2016) was een Belgisch sportbestuurder.

## Levensloop
Verpoorten behoorde in 1985 tot de stichtende leden van Badmintonclub De Nekker. In 2004 werd hij aangesteld als voorzitter van de Vlaamse Badminton Liga (VBL). In 2010 volgde hij zijn zoon Gregory op als voorzitter van de Koninklijke Belgische Badminton Federatie (KBBF), een functie die hij uitoefende tot 2016. In juni van dat jaar overleed hij ten gevolge van complicaties na een medische ingreep. Hij werd als voorzitter opgevolgd door Sven Serré. 